# Xylomelasma novae-zelandiae
Xylomelasma novae-zelandiae är en svampart som beskrevs av Réblová 2006. Xylomelasma novae-zelandiae ingår i släktet Xylomelasma, klassen Sordariomycetes, divisionen sporsäcksvampar och riket svampar.   Inga underarter finns listade i Catalogue of Life.